# Naubolus tristis
Naubolus tristis là một loài nhện trong họ Salticidae.
Loài này thuộc chi Naubolus. Naubolus tristis được Cândido Firmino de Mello-Leitão miêu tả năm 1922.